# Izlandi irodalom

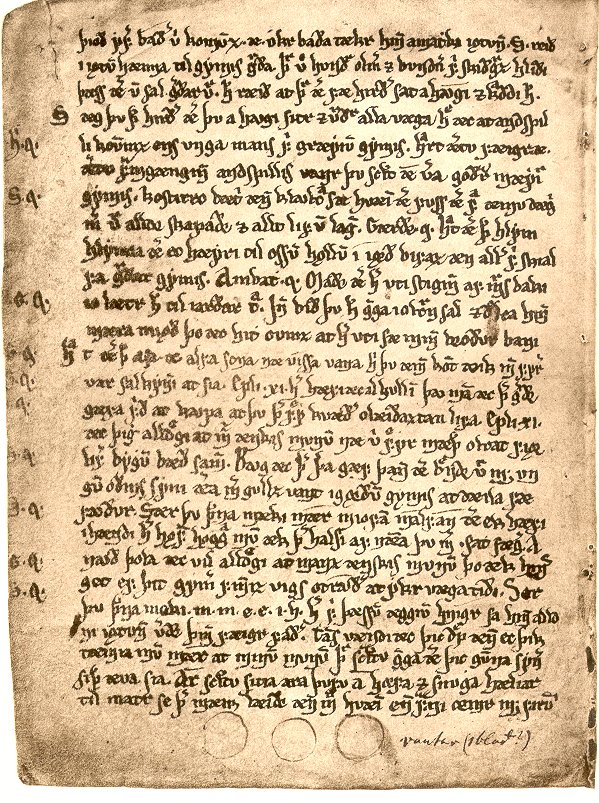
A Szkírnir-ének kézirata

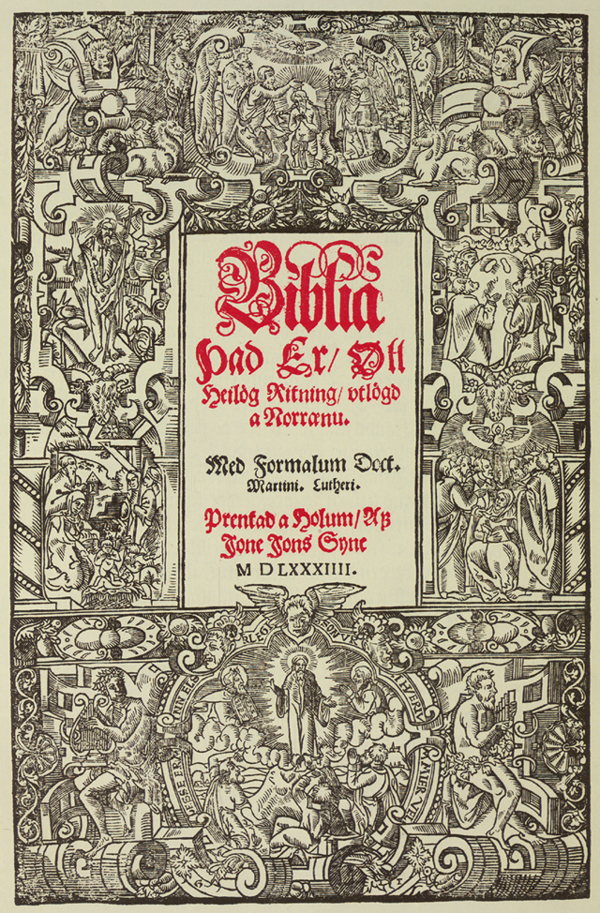
Guðbrandur Þorláksson 1584-es Bibliájának címlapja

Az ó-északi irodalomban Izland az egyetlen, amely nagyszámú eredeti költői művet mutathat föl. A Norvégiából átplántált költészete a 10. században érte el virágzása tetőpontját. A 13. században pedig olyan prózairodalom fejlődött ki Izlandban, amelyhez hasonlót egyetlen más germán törzsnél sem találunk. Az irodalom ezen szabad, tágkörű kifejlődéséhez hozzájárult a sok utazás is, amelyet a szigetország lakói tettek. A 12. század vége felé és a 13. század elején jegyezték föl először az addig fönnmaradt sagak és történelmi hagyományok nagy részét. Ez eredeti följegyzések közül nagyon sok található az angol, német és skandináv múzeumokban.
Izland irodalmát a prózai műveknek a verses művek fölött való túlsúlya jellemzi. Alig 30-40 költemény maradt fönn a 19. századig az Edda-dalokon kívül. A töredékek a Snorra-Eddában vagy az egyes mondákban citátumokként szerepelnek. A költeményeket jellemzi az, hogy általában nem hosszúak, a leghosszabb száz nyolcsoros strófából áll. Versnemeik a Lljódahattr, a Fornyrdislag, Drotthvaett és a Runhenda. Közös mindezeknél az alliteráció. A Fornyrdislag a hazai mítosz és a hősköltemények alakja. Ebben az alakban maradtak ránk az Edda-dalok, a Harald, Eirik és Hakon norvég királyokról szóló dalok, a Haleygjatal, Egil Skallagrimsson költeményei, a Merlinusspá és a Hugtvunstmal. A drotthvaett a történelmi mondák és drapák, valamint az epigrammatikus improvizációk (lausavisur) alakja.
Az izlandi prózairodalmon a maga nemében egyedül álló saga-irodalmat kell értenünk, kivéve persze a Jón Thoroddsennel megindult novella- és regényirodalmat. Az izlandi saga (monda) azonban nem felel meg annak a magyar monda fogalmának. A magyar mondák semmi esetre sem tartanak igényt arra, hogy történelmi hitelességet tulajdonítsunk nekik, az izlandi saga azonban az izlandi történelem, de ezenkívül még minden más tárgyú elbeszélést is értenek alatta. Számuk körülbelül 500. Tartalmukra nézve megkülönböztetünk hiteles sagakat és olyanokat, amelyeknek csak kiindulási pontja a történelmi valóság. Aszerint amint Izland történelméről szólnak, vagy más skandináv, tehát idegen népekről, megkülönböztetünk Islendinga sögur és Fornmanna sögurt. Mindegyikben a nyugalom hangja, szigorú objektivitás, egyszerűség és nagy jellemző erő van meg. Nevezetesebb sagak: Eirbyggja saga, Vatns-daela saga (a legkiválóbb nemzetség-monda) Njalssaga, Egilssaga, Gunnlaugssaga; egész Izlandon elterjedt a Landnámabók (az első betelepültek és utódaikról szóló genealógiai munka), s a Sturlungasaga (a Sturlung-család és Izland szabadsága megdőltének a története). A nem történelmi, tehát csak részben hiteles tárgyú sagak két részre oszlanak, az első, a Fornaldarsögur Nordslanda. Ezek közé tartoznak: a Volsungasaga, Hálfssaga, Frithjófssaga, Hervararsaga, Bardarsaga. A második részhez, az úgynevezett Fornaldarsögur Sudrlandához tartoznak: a Magussaga, Konradssaga, Beverssaga, Alexanderssaga, s a Stjórn (az ótestamentum egy része).
A sagakon kívül az izlandi irodalomnak egészen a 19. századig nem volt jelentékenyebb terméke. A 15. században a saga-irodalom hanyatlásnak indult. Egy ideig még fenntartották a papköltők. A hanyatlás e korszakába esik a Lilja létrejötte (Eystein Asgrimsson), amely a megállapodást, sőt a föllendülést jelentette, a hanyatlás közepette. 1530 tájáig, a reformációig tartott a süllyedés. A reformáció újra föllendítette az irodalmat.
1530-ban Jón Arason püspök fölállította az első könyvnyomdát. 1540-ben jelent meg az új testamentom fordítása Odd Gottskalkssontól (megh. 1556.). Az ujjáébredés eme korszakának nevezetesebb alakjai voltak még a 18. századig Hallgrímur Pétursson, Eggert Ólafsson, Jón Þorláksson, Sigurdur Pjetursson, Benedikt Gröndal Jónsson (megh. 1825.) és még sokan.
Egyetlen nép sincs, amelynek kis lélekszámához mérten ennyi költője lett volna. A 19. századi izlandi irodalom legfőbb ereje a lírai költészetben van. Ezen irány kiválóbb képviselői bátran helyet foglalhatnak a világirodalom kimagasló alakjai közt. A korán elhunyt (1845) Jón Hallgrimsson volt a modern értelemben vett novellisztikus irodalom első megalapítója, utána Jón Thoroddsen kitűnő művekkel gazdagította kis hazája irodalmát. Más tehetséges novellaírók még: Jón Þorleifsson, Gestur Pálsson, Einar Hjörleifsson Kvaran, Jón Jónasson, Jón Mýrdal, Páll Sigmundsson és Torfhildur Þorsteinsdóttir. Ebből a korszakból több mű magyar fordításban is megjelent.
A 20. század elején több izlandi író is dánul publikálta műveit, pl. Jóhann Sigurjónsson és Gunnar Gunnarsson, jelentős Halldór Laxness, aki 1955-ben elnyerte az irodalmi Nobel-díjat. Fontosabb költők ebből a korszakból Davíð Stefánsson és Tómas Guðmundsson. A kortárs írók Arnaldur Indriðason és Ólafur Jóhann Ólafsson (Olaf Olafsson).